# Sanktusník

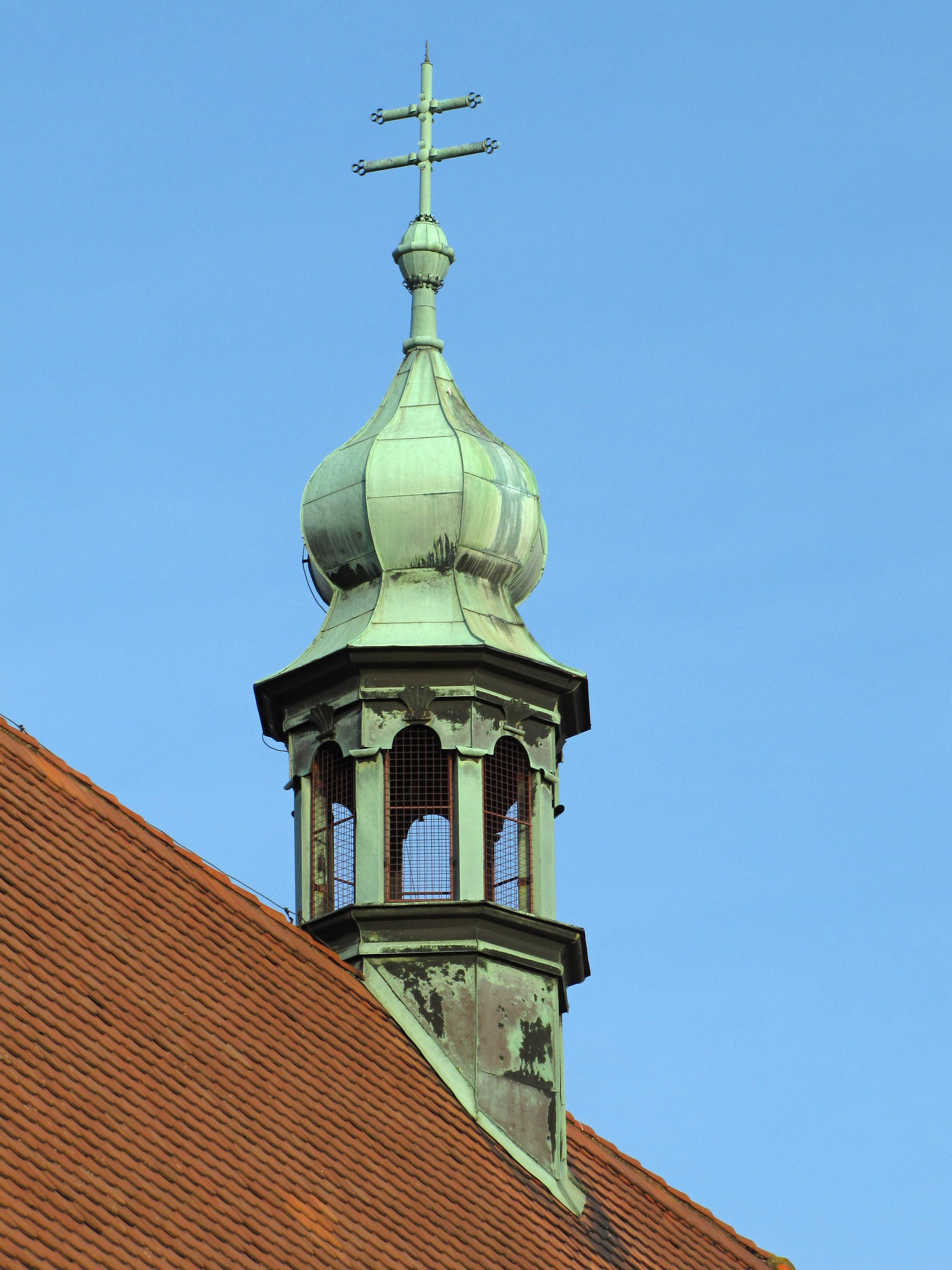
Sanktusník kostela svatého Martina ve Strážnici

Sanktusník (sanktusová věž) je malá a štíhlá věžička nacházející se na hřebeni střechy presbytáře kostela obvykle zhruba nad hlavním oltářem, méně často (především u staveb z období pozdní gotiky) též na hřebeni střechy hlavní lodi nebo nad křížením lodí.

## Charakteristika
V sanktusové vížce je (případně původně byl) zavěšen malý zvon obsluhovatelný zevnitř kostela. Je používán při zpěvu Sanctus a při pozdvihování; odtud je odvozen i jeho název „sanktusníkový zvon“.
Sanktusník coby architektonický prvek se objevuje od 13. století. Ve středověku byl zvláště v menších venkovských kostelech sanktusníkový zvon jediným kostelním zvonem. Později, zhruba od konce 15. století, začaly být s rozvojem kovolijectví a také s růstem významu a bohatství měst budovány u kostelů mohutné, často samostatně stojící zvonice s velkým zvonem či více zvony.

## Užití

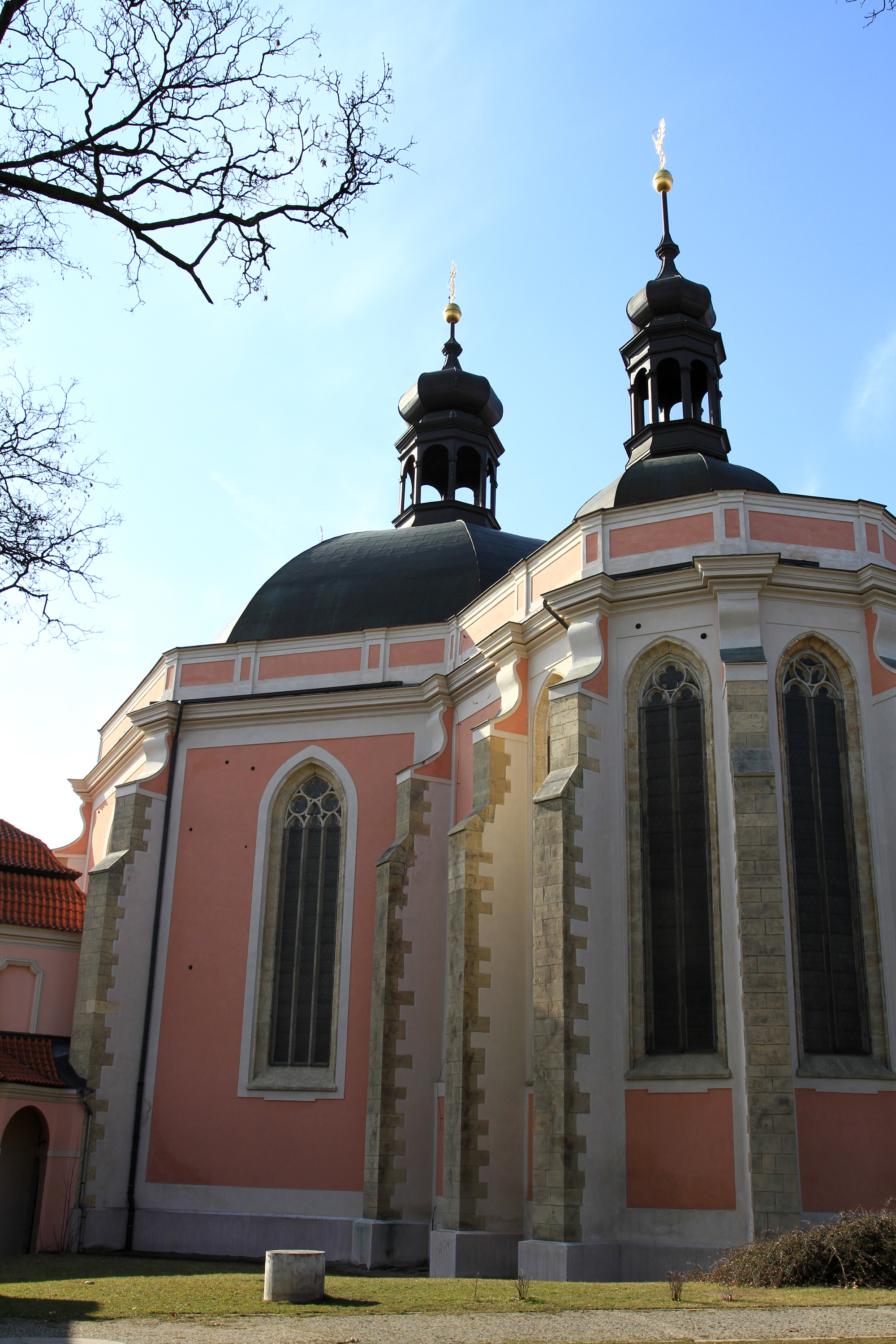
Sanktusník v závěru kostela Nanebevzetí Panny Marie v Praze. Sanktusník je užíván při všech mších (r. 2022)

Ve 21. století už se v Česku sanktusníkový zvon užívá zřídka a na novějších kostelních budovách sanktusník nebývá vůbec stavěn. Stejná situace však nepanuje všude ve světě, například v Portugalsku je používání sanktusníkového zvonu běžné. Také tradiční katolíci užívají při vysluhování mše svaté podle misálu z roku 1962 sanktusník, je-li k dispozici.